# Catarhoe butleri
Catarhoe butleri är en fjärilsart som beskrevs av John Henry Leech 1897. Catarhoe butleri ingår i släktet Catarhoe och familjen mätare. Inga underarter finns listade i Catalogue of Life.